# Kathy Sáenz
Kathy Sáenz  (Bogotá, 11 de janeiro de 1972) é uma atriz colombiana. 

## Biografia
Kathy nasceu no dia 11 de janeiro de 1972, em Bogotá, na Colômbia. Sua primeira personagem de destaque foi na novela Pobre Pablo, em 2000, quando interpretou Mariana Correa.
Em 2005 interpretou a protagonista da novela Juegos prohibidos, junto com Sebastián Martínez. O romance dos dois foi além da tela. Por meio dessa personagem, Kathy ganhou vários prêmios como melhor atriz protagonista.
Em 2007 interpretou a antagonista principal da novela Pura sangre, personagem que lhe rendeu vários prêmios como melhor vilã.
Em 2013 protagonizou a versão colombiana da série Graduados, junto com Zharick León e Jorge Enrique Abello.

## Carreira

### Televisão
| Ano  | Programa                 | Nota                                                            |
| ---- | ------------------------ | --------------------------------------------------------------- |
| 2016 | Mujeres asesinas         | Pilar, la esposa Protagonista                                   |
| 2015 | Las Santísimas           | Helena Protagonista                                             |
| 2013 | Graduados                | Laura "Lali" Vallejo Protagonista                               |
| 2013 | Amo de Casa              | Mireya                                                          |
| 2011 | Primera Dama             | Ana Milena San Juan                                             |
| 2010 | Un Sueño Llamado Salsa   | Luvica                                                          |
| 2009 | El penúltimo beso        | Eva María Contento                                              |
| 2007 | Pura sangre              | Paulina Riascos de Lagos / Regina Castaño Antagonista principal |
| 2005 | Juegos prohibidos        | Jimena Guerrero de Andrade                                      |
| 2004 | Dora, la celadora        | Juanita                                                         |
| 2003 | Amor a la plancha        | Mariana Palacio de Zuleta                                       |
| 2001 | Solterita y a la orden   | María Fernanda                                                  |
| 2000 | Pobre Pablo              | Mariana Correa                                                  |
| 1993 | La maldición del paraíso |                                                                 |

### Apresentadora
- Magazín RCN
- Panorama

### Cinema
- 2014- Amores peligrosos
- 2004 - Perder es cuestión de método

## Prêmios e Indicações

### Prêmios India Catalina
| Ano  | Categoria                 | Telenovela ou Serie | Resultado |
| ---- | ------------------------- | ------------------- | --------- |
| 2008 | Melhor atriz antagonista  | Pura sangre         | Ganhadora |
| 2006 | Melhor atriz protagonista | Juegos prohibidos   | Ganhadora |

### Prêmio TvyNovelas
| Año  | Categoría                 | Telenovela o Serie     | Resultado |
| ---- | ------------------------- | ---------------------- | --------- |
| 2015 | Melhor atriz antagonista  | Un sueño llamado salsa | Ganhadora |
| 2014 | Melhor atriz protagonista | Los Graduados          | Nomeada   |
| 2008 | Melhor atriz antagonista  | Pura sangre            | Ganhadora |
| 2006 | Melhor atriz protagonista | Juegos prohibidos      | Ganhadora |